# Alle Sehnsucht dieser Erde
Alle Sehnsucht dieser Erde ist ein deutscher Kriminalfilm aus dem Jahr 2009. Der Fernsehfilm wurde von Regisseur Wolf Gremm inszeniert. Die Hauptrollen sind mit Christine Neubauer, Erol Sander, Michael Mendl und Nirut Sirichanya besetzt.

## Handlung
Patricia Wilson, von allen nur Pat genannt, ist als Versicherungsdetektivin für den großen Versicherungskonzern IVV in der thailändischen Hauptstadt Bangkok tätig. Sie wird von den Vorstandsmitgliedern Dr. Andreas Giesel und Wanchai auf den ehemaligen Mitarbeiter Jan Hansen angesetzt, dem die Veruntreuung eines zweistelligen Millionenbetrags zum Vorwurf gemacht wird. Die Spur führt zu einer Klinik für Plastische Chirurgie, wo Hansen sich einer Gesichtsoperation unterzogen haben soll, um dort sodann unter dem Namen Sven Miller als Finanzier aufzutreten.
Beim ersten Aufeinandertreffen mit Miller verneint dieser jedoch Pats Fragen und bestreitet, Jan Hansen zu sein. Doch Pat ahnt, dass Miller lügt und versucht daher, ihm bei diversen Verabredungen mehr zu entlocken. Was sie jedoch nicht weiß, dass Miller mit Dr. Giesel ein Treffen arrangiert hat, bei dem klar wird, dass Dr. Giesel der eigentliche Verbrecher ist. Miller schlägt vor, einen Mord an ihm selbst vorzutäuschen und ihn mit seinem brisanten Wissen untertauchen zu lassen. Giesel stimmt dem Plan zu und beauftragt Wanchai mit der Abwicklung, allerdings soll Miller alias Hansen tatsächlich getötet werden.
Pat verbringt nach einer abendlichen Verabredung eine leidenschaftliche Nacht mit Miller, in der er ihr gesteht, dass er Jan Hansen ist. Beide verlieben sich ineinander und beschließen, gemeinsam unterzutauchen. Bevor sie ihren Plan jedoch umsetzen können, wird in der Hotelhalle auf Jan geschossen und es sieht so aus, als habe er das nicht überlebt. In Wahrheit war er jedoch durch eine kugelsichere Weste geschützt und es gelingt ihm, die Fahrt mit dem Krankentransportwagen zur Flucht zu nutzen. Jan fährt zu Pat und zusammen können sie fliehen, müssen sich jedoch trennen, da sie verfolgt werden. Dr. Giesel hat Wanchai inzwischen beauftragt, Pat beschatten und entführen zu lassen, um so an Jan heranzukommen. Er weiß nicht, dass Wanchai mit Giesels Machenschaften zunehmend nicht mehr einverstanden ist.
Der Plan funktioniert zwar und Pat kann gefasst werden. Sie wird jedoch von Jan wieder befreit. Kurz darauf stellt er Pat seine hübsche Tochter Gloria vor, die er um alles in der Welt beschützen will. Des Weiteren erklärt er ihr, dass Giesel ihn als seinen Finanzberater beauftragt hat, trotz seines Abratens Firmengelder in den japanischen Yen zu investieren, was zu großen Verlusten geführt hatte. Ohne Giesels Wissen hatte Jan jedoch auch in den Euro investiert und einen zweistelligen Millionengewinn erwirtschaftet. Dieses Geld will Giesel für sich. Pat nimmt Kontakt zu Wanchai auf und bringt ihn auf ihre Seite. Als Jan und Pat eine romantische Nacht in einem Ferienhaus verbringen, wird ein Bombenanschlag auf das Gebäude verübt. Wenige Minuten zuvor war Pat jedoch von Wanchai gewarnt worden. Im Glauben, dass beide getötet worden sind, wird eine Begräbniszeremonie abgehalten. Nur Gloria und Wanchai wissen, dass Pat und Jan leben und nun ein ruhiges Leben im Verborgenen führen können. Dr. Giesel wird seines Amtes enthoben und durch Wanchai ersetzt.

## Kritik
„(Fernseh-)Krimi mit populären Darstellern vor exotischer Kulisse.“

„Toughe Heldin statt herziges Heimchen: Mit einer Folterszene und Kung-Fu-Einlagen wirkt der Imagewechsel von Frau Neubauer unfreiwillig komisch.“

„Das schlechte Drehbuch, eine vollkommen fehlplatzierte Christine Neubauer und die unpassende filmische Gestaltung sorgen für die grenzenlose, überbordende Lächerlichkeit, die den gesamten Film umgibt.“